# 남면도서관 (홍천군)
남면도서관은 강원특별자치도 홍천군 남면에 있는 군립 도서관이다.

## 연혁
- 2020년 10월 7일 개관.